# Alice Phoebe Lou

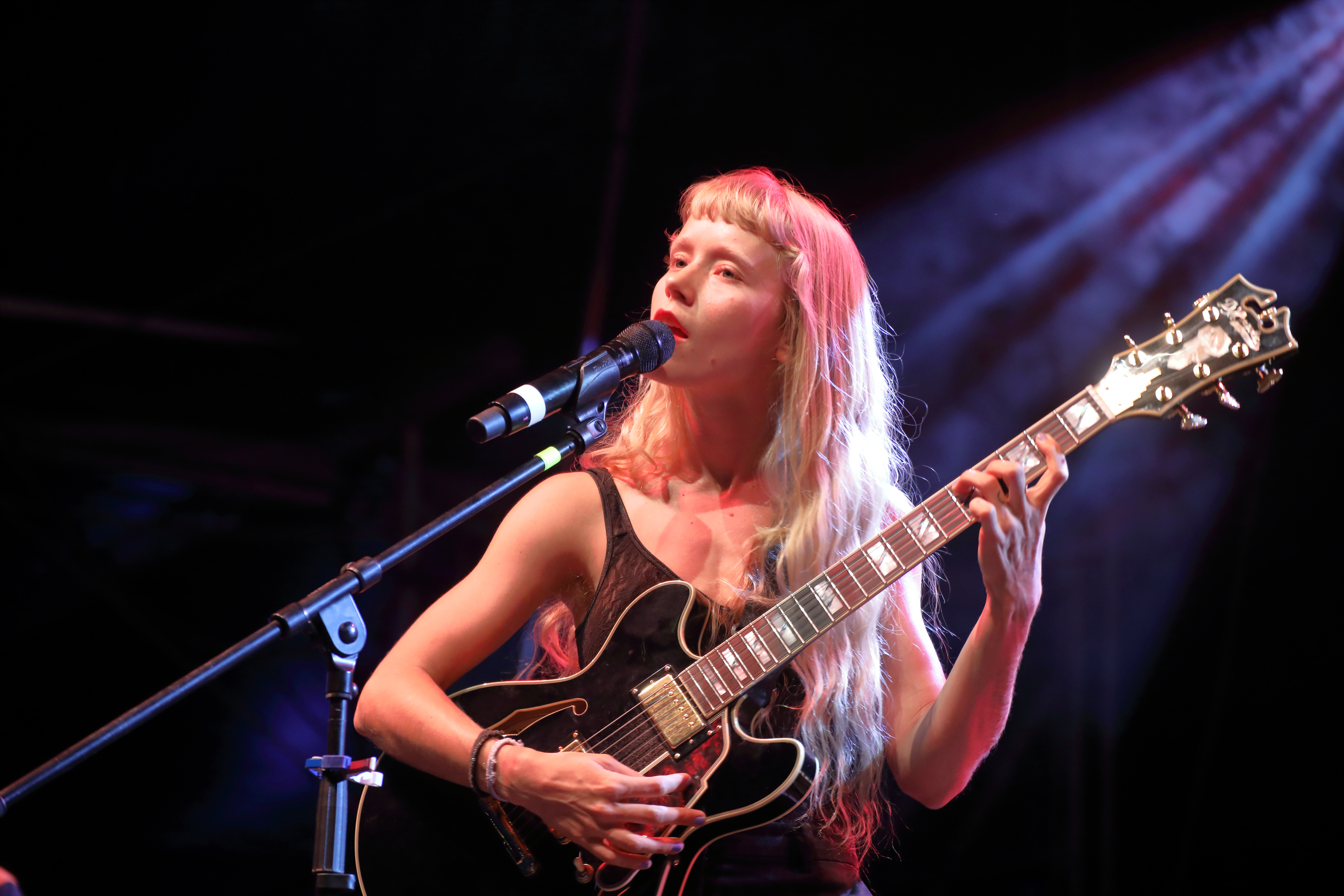
Alice Phoebe Lou auf dem Rudolstadt-Festival 2019

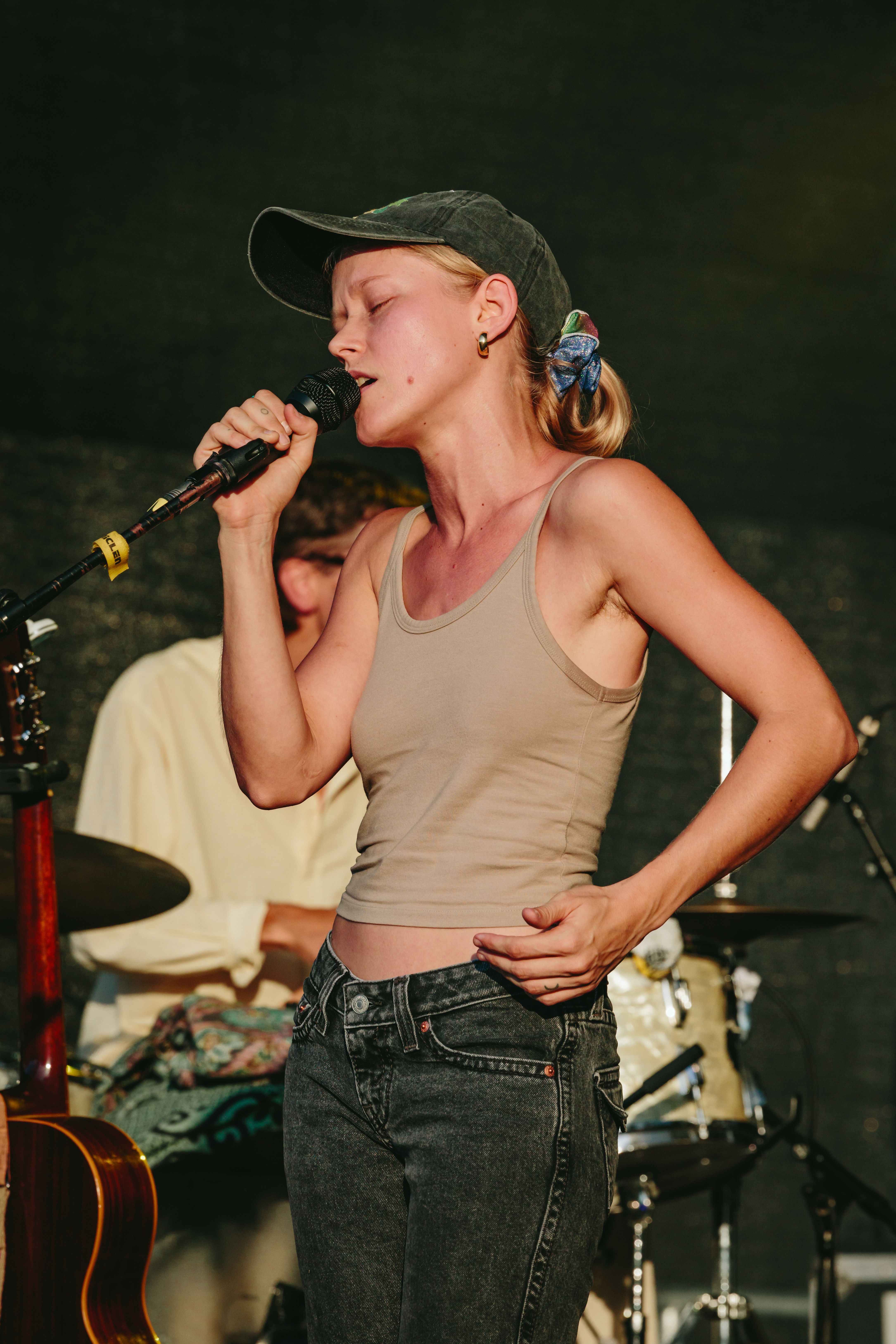
Alice Phoebe Lou auf dem Trainside 2023

Alice Phoebe Lou (* 19. Juli 1993 in Kapstadt) ist eine südafrikanische Singer-Songwriterin, die seit 2013 in Berlin lebt.

## Leben
Lou wuchs in Kommetjie an der Westküste der Kap-Halbinsel in Südafrika auf, wo ihre Eltern als Dokumentarfilmer arbeiteten; als Kind nahm sie Klavierunterricht, als Jugendliche brachte sie sich autodidaktisch das Gitarrespielen bei. 2010 verbrachte die damals 16-Jährige die Sommerferien bei ihrer Tante in Paris, wo sie einige Straßenkünstler kennenlernte und sich zum ersten Mal im Umgang mit Feuer-Poi übte. Nach der Rückkehr nach Südafrika und erfolgtem Schulabschluss auf einer Waldorfschule verließ Lou ihre Heimat im Alter von 18 Jahren für ein „Gap Year“ wiederum in Richtung Europa, reiste zunächst nach Amsterdam. Dort verdiente sie sich ihren Lebensunterhalt mit Vorführungen als Feuertänzerin, während eines darauffolgenden Aufenthalts in Berlin dann auch mit dem Spielen selbstkomponierter Musikstücke und Interpretationen bekannter Lieder.
2013 übersiedelte sie endgültig nach Berlin, wo sie seither als Straßenmusikerin auftritt. 2014 produzierte sie mit Momentum eine erste EP, zwei Jahre später erschien mit Orbit ihr Debütalbum. Letzteres finanzierte sie selbst und entschied sich einiger Angebote namhafter Plattenfirmen zum Trotz für ein kleineres Label und gegen einen festen Plattenvertrag, auch weil sie sich gegen die Kommerzialisierung ihrer Musik ausspricht; aus demselben Grund lehnte sie auch die Einladung des englischen Musikers James Blunt, im Vorprogramm seiner Europatournee zu spielen, ab.  Trotz allem war Lou inzwischen Gast auf verschiedenen großen Festivals und gibt neben ihren Straßenauftritten auch Konzerte.
Alice Phoebe Lou lebt in Berlin-Neukölln.

## Diskografie
- Momentum (EP, 2014)
- Live at Grüner Salon (2014)
- Orbit (Album, 2016; self-released)
- Sola (EP, 2017)
- Paper Castles (Album, 2019)
- A Place of My Own (Mahogany Sessions) (digital EP, 2019)
- Live at Funkhaus (Album, 2020)
- Glow (Album, 2021)
- Child’s Play (Album, 2021)
- Shelter (Album, 2023)